# Kerstin Gierová
Kerstin Gierová (* 1966 u Bergisch Gladbachu) je německá spisovatelka, autorka románů pro ženy a mládež. Píše také pod pseudonymy Jule Brandová a Sophie Bérardová.
S psaním románů tato diplomovaná pedagožka začala v roce 1995, když přišla o práci. Již její prvotina Muži a jiné katastrofy (německy Männer und andere Katastrophen) byla velmi úspěšná a dočkala se zfilmování. Od té doby patří Kerstin Gierová v Německu k jedněm z nejoblíbenějších autorek literatury pro ženy a young adult. Do světa však prorazila teprve svou trilogií Drahokamy. V březnu 2013 byl do kin uveden film podle knihy Rudá jako rubín s hvězdným obsazením. A hned s velkým úspěchem - její román Mafie matek i další se již dávno staly kultovními a patří mezi nejprodávanější. Její knihy pro mládež jsou bestsellery po celém světě.
Kerstin Gierová žije na volné noze se svým mužem a dvěma kočkami nedaleko Kolína nad Rýnem.